# Йошкаренер
Йошкаренер (мар. Йошкарэҥер) — деревня в Советском районе Республики Марий Эл. Входит в состав Кужмаринского сельского поселения.

## География
Находится в центральной части республики Марий Эл на расстоянии приблизительно 12 км по прямой на север-северо-запад от районного центра посёлка Советский.

## История
Основана в 1923 году переселенцами из деревни Лайсола. Начиная с 1959 года люди из деревни начали уезжать К 2002 в этой деревне осталось 2 дома. В советское время работал колхоз «Йошкар энер».

## Население
Население составляло 4 человека (мари 100 %) в 2002 году, 0 в 2010.